# Limnophila chilensis
Limnophila chilensis är en tvåvingeart som beskrevs av Blanchard 1852. Limnophila chilensis ingår i släktet Limnophila och familjen småharkrankar. Inga underarter finns listade i Catalogue of Life.